# Bătălia de la Königgrätz
Bătălia de la Königgrätz (numită și Bătălia de la Sadova) s-a desfășurat la 3 iulie 1866 între forțele armate Prusiei și cele ale Imperiului Austriac, în cadrul războiului pruso-austriac (cunoscut și ca Războiul germano-german și Războiul fratricid, în germană Bruderkrieg). Bătălia a avut loc la Königgrätz, pe teritoriul de astăzi al Cehiei.
Înfrângerea Austriei a dus la slăbirea imperiului și a determinat casa de Habsburg să opteze pentru dualismul austro-ungar, care a fost realizat un an mai târziu, în 1867.

## Desfășurare
Feldmareșalul Alfred von Heinkstein, șeful statului major al Armatei de nord a Austriei, a fost destituit cu o zi înaintea bătăliei.